# Hielo glaseado

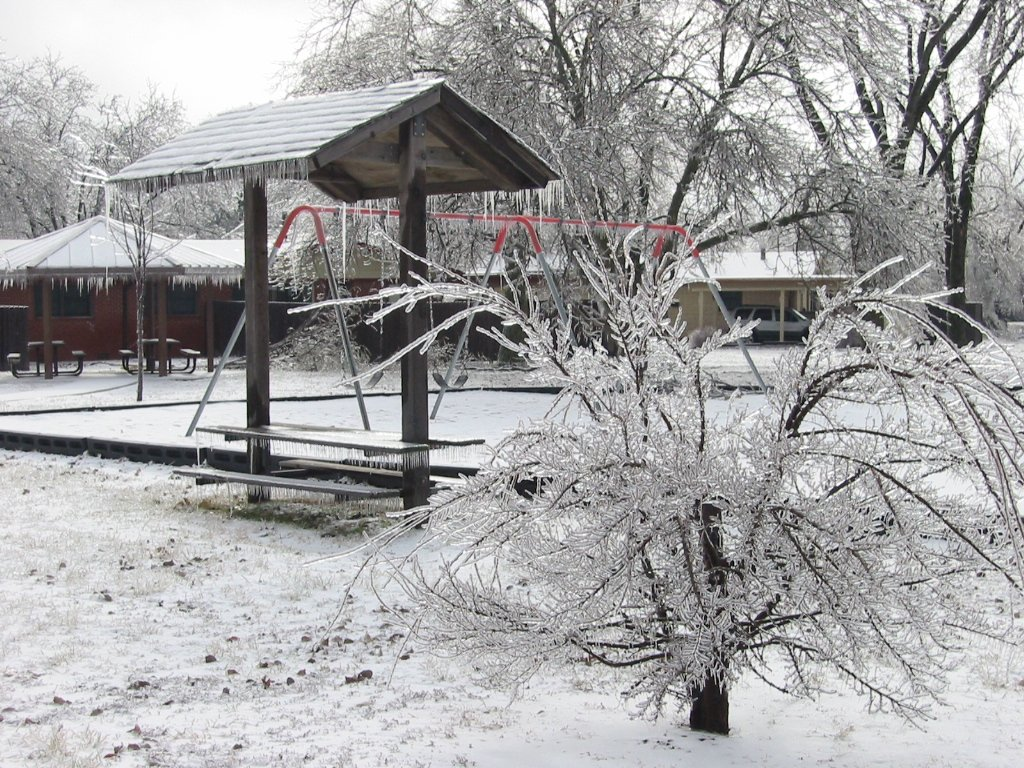
Hielo glaseado cubriendo un patio de juegos tras una tormenta de hielo.

El hielo glaseado es una cubierta delgada, transparente y homogénea de hielo que se deposita en la superficie cuando precipita lluvia congelada en el suelo. Esta ocurre cuando las gotitas de llovizna o lluvia son sobreenfriadas y se congelan posteriormente sobre objetos cuya temperatura es de alrededor de los 0 °C.

## Efectos

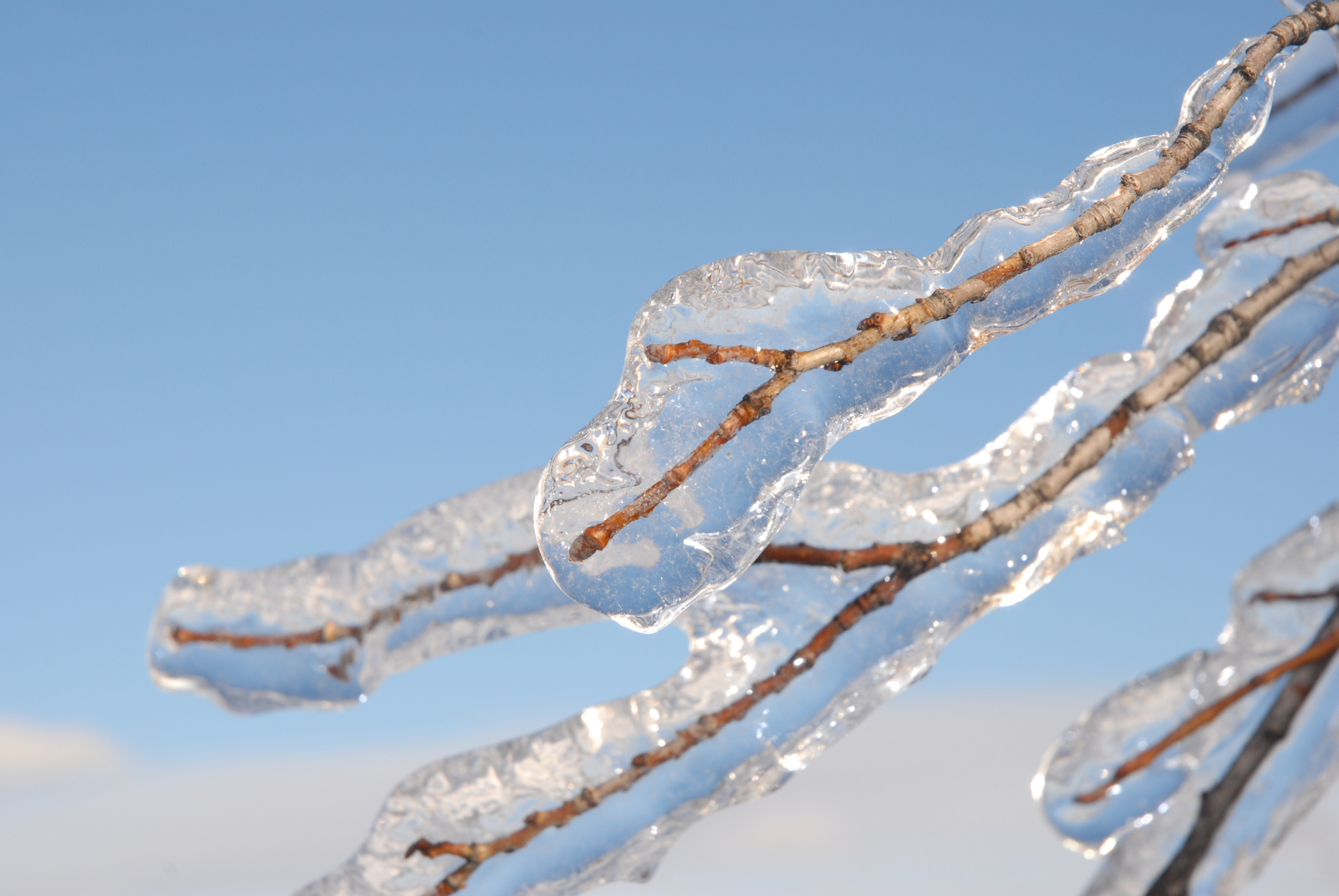
Una rama de árbol completamente envuelta en lluvia helada / hielo glaseado.

Cuando la lluvia o llovizna helada es ligera y corta, el hielo que se forma es delgado. Por lo general sólo causa daños menores, aliviando los árboles de sus ramas muertas, etc. Sin embargo, cuando grandes cantidades se acumulan , es uno de los fenómenos climáticos más peligrosos. Cuando la capa de hielo es superior a 0,64 cm, las ramas de árboles recubiertos de hielo pueden romperse, debido al enorme peso, puede caer sobre líneas de energía. Las condiciones del viento pueden agravar el daño causado por la Lluvia gélida. Las líneas eléctricas recubiertas de hielo se vuelven extremadamente pesadas, causando que, postes de soporte, caminos se puedan romper. El hielo que se forma en las carreteras hace que el viaje en vehículo pueda ser muy peligroso. A diferencia de la nieve, el hielo húmedo no proporciona casi ninguna tracción, y los vehículos se deslizan incluso en pendientes suaves. Debido a que se ajusta a la forma del suelo o un objeto, tal como una rama de un árbol o un coche, a menudo es difícil notarlo hasta que es demasiado tarde para reaccionar.
El hielo glaseado de la lluvia gélida a gran escala provoca efectos sobre las plantas graves, ya que no pueden soportar el peso del hielo. En el caso de los pinos, sus pinchos pueden ser muy peligrosos ya que el hielo queda en forma de púas en dirección del suelo. Los horticultores rocían agua sobre las ciernes de fruta para derretir el hielo. Esto ahorra el sacrificio de cultivos por heladas severas.
También es un peligro extremo para las aeronaves, ya que causa una muy rápida formación de hielo estructural. La mayoría de los helicópteros y aviones pequeños carecen del equipo de deshielo necesario para volar en la lluvia gélida de, siquiera, intensidad menor, y la formación de hielo pesado pueden abrumar incluso los sistemas de deshielo más sofisticados en grandes aviones. El hielo puede aumentar drásticamente el peso de un avión, y cambiando la forma de sus superficies de sustentación también reducir la elevación y aumentar la resistencia. Los tres factores que aumentan la velocidad de pérdida y reducir el rendimiento del avión, por lo que es muy difícil subir o incluso mantener la altitud del nivel. La formación de hielo es más fácilmente evadida moviéndose en el aire más caliente, en la mayoría de condiciones, esto requiere que la aeronave descienda, lo que por lo general se puede hacer de manera segura y fácilmente, incluso con una acumulación moderada de hielo estructural. Sin embargo, la lluvia helada se acompaña de una inversión de temperatura en el aire, lo que significa que los aviones realmente necesitna subir a moverse en el aire más caliente, una tarea potencialmente difícil y peligrosa, incluso con una pequeña cantidad de acumulación de hielo.
También es peligroso para los buques, debido al aumento de peso cuando se forma hielo en la superestructura. Se puede desestabilizar un recipiente y hacer que se vuelque, especialmente en los mares agitados.